# Go Nishida
Go Nishida (西田 剛 Nishida Go?), född 14 september 1986 i Kagoshima prefektur, är en japansk fotbollsspelare.
Nishida började sin karriär 2009 i Yokohama FC. Han spelade 92 ligamatcher för klubben. 2012 flyttade han till Avispa Fukuoka. 2014 flyttade han till Ehime FC.